# Carlo Silvestri
Carlo Silvestri (Milano, 8 luglio 1893 – Milano, 4 febbraio 1955) è stato un giornalista italiano. Viene considerato come l'ultimo amico di Mussolini.

## Biografia
Nel 1910, appena diciassettenne, inizia a lavorare al Corriere della Sera. Politicamente vicino al pensiero socialista, è amico di Filippo Turati e del primo Mussolini. L'amicizia con Mussolini è confermata sia dalle lettere autografe, sia dal fatto che, essendosi schierato a favore dell'intervento dell'Italia nella prima guerra mondiale, Silvestri venne espulso dal partito. 
Il delitto Matteotti sembrò rompere definitivamente i rapporti tra Silvestri e Mussolini. Nel 1924 Carlo Silvestri era a capo della redazione romana del Corriere della Sera. Quando il leader socialista fu assassinato (il 10 giugno) dopo il suo celebre e coraggioso discorso in Parlamento, Silvestri ricevette da Aldo Finzi le rivelazioni che portarono al giudizio dell'Alta Corte di Giustizia contro il generale De Bono.
Dirà di lui Mussolini: 
(Benito Mussolini)
Il giornalista accusò apertamente Mussolini di essere il mandante dell'omicidio, essendosi convinto in base alle testimonianze acquisite che il capo del governo avesse avuto un ruolo nell'organizzazione di quello che è ricordato come il primo assassinio politico dell'Italia unita. Inizialmente il Corriere della Sera pubblicò i suoi articoli; poi ritenne opportuno prenderne le distanze. Silvestri continuò ad attaccare il capo del governo sulle colonne del quotidiano cattolico Il Popolo. 
Per tale campagna di stampa venne confinato nel 1926 sull'isola di Ustica (a Silvestri era stato proposto l'esilio all'estero, ma rifiutò). Al confino (dopo Ustica, fu trasferito a Ponza e infine a Lipari) ebbe contatti con alcuni dei primi antifascisti, tra i quali Carlo Rosselli. Con i fratelli Rosselli ebbe ottimi rapporti, tanto che lo stesso Nello gli scrisse una lettera in cui, tra l'altro, afferma: 
(Aprile 1934. Lettera menzionata nell'Appendice del libro: Matteotti Mussolini e il dramma italiano.)
Ritornato libero nel 1932, fu riammesso al giornalismo e si riavvicinò a Mussolini. Fu Silvestri che chiese insistentemente al suo principale responsabile prof. Veratti, l'interessamento necessario presso Mussolini affinché desse tassative disposizioni che permettessero alla Direzione generale della Casa di pena e a quella di P.S. di accogliere la richiesta della famiglia Gramsci che aveva sperato in un trasferimento del proprio congiunto, da una casa penale ad una clinica civile, per usufruire di tutte le cure possibili. Ed in effetti Antonio Gramsci fu poi trasferito nella clinica Quisisana di Roma, una delle più attrezzate dell'epoca, dall'agosto del 1935 all'aprile del 1937, quando morì per l'aggravarsi della sua malattia e per una crisi cardiaca. Secondo diverse fonti (su tutti: Giorgio Bocca) la testimonianza di Bonfantini sarebbe quantomeno ambigua e dettata dall'amicizia che, nonostante tutto, legava il comandante partigiano al "socialista mussoliniano".
Dopo l'8 settembre 1943 Silvestri aiutò decine di esuli o perseguitati dal fascismo. L'organismo umanitario da lui creato fu soprannominato «Croce Rossa Silvestri». Durante la guerra di liberazione Silvestri fece da "mediatore" tra il governo di Salò e le forze della Resistenza; cercherà di avviare trattative tra Mussolini, da una parte, ed il Partito Socialista Italiano di Unità Proletaria e il Partito d'Azione dall'altra, proponendo il passaggio dei poteri in cambio dell'esodo delle formazioni tedesche, dello scioglimento della Repubblica Sociale Italiana, e dell'incolumità delle famiglie dei fascisti. Si deve proprio a Silvestri l'attribuzione a Mussolini dell'intenzione di consegnare "la repubblica sociale ai repubblicani, e non ai monarchici, e la socializzazione e tutto il resto ai socialisti, e non ai borghesi". In questo suo ruolo di "pontiere" trovò sponda in Corrado Bonfantini, comandante lombardo delle Brigate Matteotti (di tendenza socialista riformista). Lo stesso Bonfantini lo salvò nel dopoguerra, quando al processo intentato contro Silvestri per il ruolo svolto nella RSI dichiarò che questi agiva per conto delle Brigate Matteotti, come "quinta colonna" nella repubblica di Salò.  
È tumulato nel cimitero monumentale di Milano. Ha lasciato la sua biblioteca al Pio Albergo Trivulzio, che oggi la conserva al Museo Martinitt e Stelline.

## Le interviste a Mussolini
Tra il 1944 e il 1945 Silvestri eseguì una lunga serie di interviste a Mussolini (120 ore di colloqui in una cinquantina di incontri). Nel febbraio 1945 ebbe colloqui con Nicola Bombacci e con il prefetto Gatti, a cura dei quali, a suo dire, erano stati visionati i documenti e dati di rilevante importanza, in grado di chiarire quel meccanismo criminoso che il 10 giugno 1924 aveva portato al rapimento e alla morte di  Matteotti. Il Duce lo avrebbe incaricato di creare un archivio, da mettere a disposizione degli studiosi una volta che la situazione politica si fosse stabilizzata: i successivi rinvii e la repentina fine della Repubblica Sociale Italiana avrebbero impedito la realizzazione dell'archivio. Silvestri però raccolse le parole di Mussolini nei libri che pubblicò successivamente.
Nel 1947 si celebrò il secondo processo sul delitto Matteotti. Silvestri, convocato come principale teste dell'accusa, definì Mussolini completamente innocente, ma secondo la Corte d'assise romana
(Sentenza processo Matteotti 4 aprile 1947 pronunciata dalla Prima Sezione speciale della Corte di assise di Roma)
Nello stesso anno uscì il suo libro-inchiesta Matteotti Mussolini e il dramma italiano. Il delitto che ha mutato il corso della nostra storia, in cui Silvestri sollevava Mussolini dalle responsabilità del delitto del deputato socialista. Questo libro di memorie, nonostante fosse molto documentato, venne ignorato dagli storici (tranne che da Renzo De Felice). Secondo Giorgio Bocca, Silvestri fu soltanto sedotto dalla figura carismatica di Benito Mussolini. Ciò nonostante la sua adesione agli ideali democratici resta netta; la si evince anche dalla prefazione al suo libro del 1947 sul delitto Matteotti (pag. XXXVI), in cui, tra l'altro scrive: 
Lo stesso Mussolini si riferì a Carlo Silvestri definendolo "antifascista". In una sua lettera indirizzata a Piero Pisenti, ultimo ministro della Giustizia della Repubblica di Salò, il 1º dicembre 1941: "Silvestri è un generoso. È appena sfuggito al pericolo di essere fucilato dai tedeschi che già si occupa della sorte degli altri. Avete visto il suo interessamento per Bentivogli e gli altri di Molinella. Antifascista ha subito molte vicende con molta dignità. Nei suoi panni e anche per molto meno, altri avrebbe fatto il fuoriuscito; egli invece, è rimasto in Italia, fra gli italiani e da quando siamo in guerra, so che lo preoccupano soltanto le sorti del Paese. Non è capace di agire per secondi fini". Un'ultima citazione può essere utile per comprendere bene gli intenti di questo autore e la sua personalità:
(C. Silvestri, Matteotti, Mussolini e il dramma italiano,  pag. 91)

## Scritti
Negli anni del dopoguerra, Silvestri fu autore di diversi saggi. Scrisse: 
- Turati l'ha detto  (1946);
- I responsabili della catastrofe italiana (1946);
- Contro la vendetta (1948);
- Mussolini, Graziani e l'antifascismo (1949);
- Matteotti, Mussolini e il dramma italiano. Il delitto che ha mutato il corso della nostra storia (1947)